# Governo del presidente

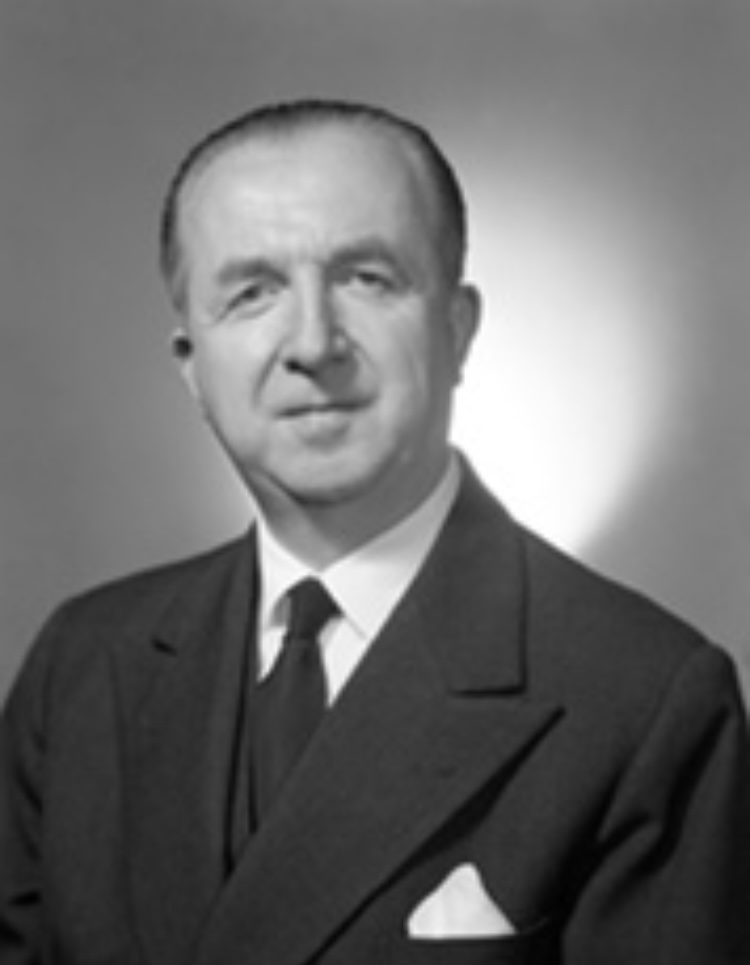
Giuseppe Pella, presidente del Consiglio dal 17 agosto 1953 al 19 gennaio 1954, guidò il primo "governo d'affari" ("governo amministrativo") della storia repubblicana

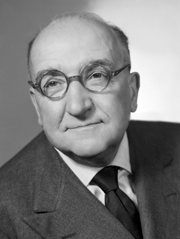
Adone Zoli, presidente del Consiglio dal 20 maggio 1957 al 2 luglio 1958, guidò il "governo del presidente"

Per governo del presidente (detto anche governo d'affari o governo amministrativo), nell'ambito del gergo parlamentare italiano, si intende un esecutivo di breve durata, con programma e obiettivi limitati, scelto dal capo dello Stato.

## Cause
La formula governo del Presidente indica "la formazione di un esecutivo la cui origine non può essere ascritta al Parlamento, ma a un’iniziativa esclusiva del Capo dello Stato. Un governo, quindi, che trova la sua maggioranza nelle assemblee elettive che così assumono il compito non solo di dare la fiducia, ma anche di fornire una sorta di vaglio alla proposta presidenziale. Si tratta di una formula che ha i suoi precedenti nella storia costituzionale sia dell’Italia postunitaria che di quella repubblicana": vi si è ricorso per superare l'eventuale fase di stallo, dovuta, ad esempio, all'ingovernabilità causata dalla legge elettorale vigente in un determinato periodo storico, e che non sia riuscita a esprimere una maggioranza parlamentare omogenea tale da permettere la formazione di un governo politico.

## Storia
Nella storia della Repubblica Italiana, si può considerare come primo "governo del presidente" quello di Giuseppe Pella, 8º esecutivo della Repubblica, il secondo nell'ambito della II legislatura.
Con la legge elettorale del 1953 (meglio nota con l'appellativo "legge truffa", termine usato durante la campagna elettorale), modificata a maggioranza dal governo De Gasperi la legge proporzionale pura vigente dal 1946, si introdusse, a fine legislatura, un premio consistente nell'assegnazione del 65% dei seggi (380 scranni) della Camera dei deputati alla lista o al gruppo di liste collegate che avesse ottenuto la maggioranza assoluta (50% +1) dei voti validi. 
Le elezioni politiche videro uscire vincitrice la coalizione "centrista" composta da DC, PSDI, PRI e PLI guidata da Alcide De Gasperi (già presidente del Consiglio uscente), ma perdendo ben 2,8 milioni di voti rispetto alla tornata elettorale precedente, e mancando l'obiettivo di pochi decimi di punto (fermandosi al 49,8% dei consensi) non si riuscì quindi a far scattare il premio di maggioranza, trasformando dunque il risultato in una "vittoria pirrica". 
Nonostante il pesante responso elettorale, De Gasperi fu nuovamente "incaricato" dall'allora presidente della Repubblica Luigi Einaudi di formare il nuovo governo che, dopo il giuramento, passò per il necessario iter in Parlamento, ottenendo però solo i 263 voti favorevoli della DC contro i 282 di PCI, PSI, MSI e monarchici e vedendo astenersi 37 degli ormai ex alleati socialdemocratici, repubblicani e liberali, passando così alla storia come il primo esecutivo repubblicano a vedersi respinto il voto di fiducia all'iniziale passaggio alla Camera, decadendo e decretando la fine della stagione politica di De Gasperi.
Dopo un'altra fase di consultazioni venne dunque incaricato Pella che, stavolta, grazie all'astensione dell'MSI, vide ridursi il fronte dei contrari permettendo la formazione di un esecutivo monocolore DC e, ottenuta la maggioranza, governò per cinque mesi.
Altro governo del presidente fu, dal 20 maggio 1957 al 2 luglio 1958, quello presieduto da Adone Zoli, 12º esecutivo della Repubblica, il sesto e ultimo della II legislatura.

### Riferimenti normativi
- Costituzione della Repubblica Italiana
- Legge 23 agosto 1988, n. 400, in materia di "Disciplina dell'attività di Governo e ordinamento della Presidenza del Consiglio dei Ministri."